# Králův Dvůr
Králův Dvůr (en allemand : Königshof) est une ville du district de Beroun, dans la région de Bohême-Centrale, en Tchéquie. Sa population s'élevait à 10 613 habitants en 2024.

## Géographie
Králův Dvůr est arrosée par la Litavka, un affluent de la Berounka, et se trouve à 5 km au sud-ouest du centre de Beroun — et fait partie de son agglomération —, et à 33 km à l'ouest-sud-ouest de Prague.
La commune est limitée par Nižbor au nord, par Beroun et Koněprusy à l'est, par Tmaň au sud, et par Zdice, Trubín et Trubská à l'ouest.

## Histoire
La première mention écrite de la localité date de 1394.

## Administration
La commune est divisée en sept sections :
- Karlova Huť
- Králův Dvůr
- Křižatky
- Levín
- Počaply
- Popovice
- Zahořany

## Transports
Par la route, Králův Dvůr se trouve à 4,6 km du centre de Beroun et à 38 km du centre de Prague.

## Personnalités liée à la commune
- Denis Halinský (2003-), footballeur tchèque né à Králův Dvůr.